# Antônio Olinto
Antônio Olinto è un comune del Brasile nello Stato del Paraná, parte della mesoregione del Sudeste Paranaense e della microregione di São Mateus do Sul. Si trova a 111 km dalla capitale dello Stato Curitiba.